# Province de Sardaigne du Sud
La province de la Sardaigne du Sud (provincia del Sud Sardegna en italien) est une province italienne située dans la région autonome de Sardaigne. Elle a été dissoute (voir infra). Son chef-lieu est Carbonia, la commune la plus peuplée sur son territoire.
Elle a été instituée le 4 février 2016, ce qui en fait la plus récente province d'Italie. Elle regroupe alors les provinces de Carbonia-Iglesias et du Medio Campidano, supprimées à la suite des référendums de 2012 en Sardaigne, plus les communes de l'ancienne province de Cagliari qui n'ont pas été intégrées dans la ville métropolitaine de Cagliari, ainsi que les communes de Genoni (anciennement dans la province d'Oristano) et de Seui (anciennement dans la province de l'Ogliastra). Avec la province du Verbano-Cusio-Ossola, c’est la seule province italienne qui ne porte pas le nom de son chef-lieu.
Elle est dissoute par la réforme territoriale du 15 avril 2021 qui agrandit la ville métropolitaine de Cagliari, recrée le Medio Campidano, et recrée la province de Carbonia Iglesias sous le nom de Sulcis Iglesiente (it).

## Géographie
La province bénéficie d'un climat méditerranéen très sec. Les précipitations se font plus régulières sur la partie Ouest (Teulada, Iglesias). 

## Histoire
L'activité minière développée autour des mines de charbon des années 1930 à 1960 ont marqué l'histoire sarde. Carbonia, chef-lieu de l'ancienne province de Carbonia-Iglesias est un symbole de cette période : son nom dérive de carbone, signifiant en italien charbon. Crée dans les années 1930 et inaugurée par Mussolini, la commune présentait à l'époque beaucoup de caractéristiques de l'urbanisme fasciste. L'exode y a été très important après l'arrêt de l'exploitation de charbon, dans les années 1960. 
Aujourd'hui, certaines de ces mines de charbon se visitent. 

## Politique et administration

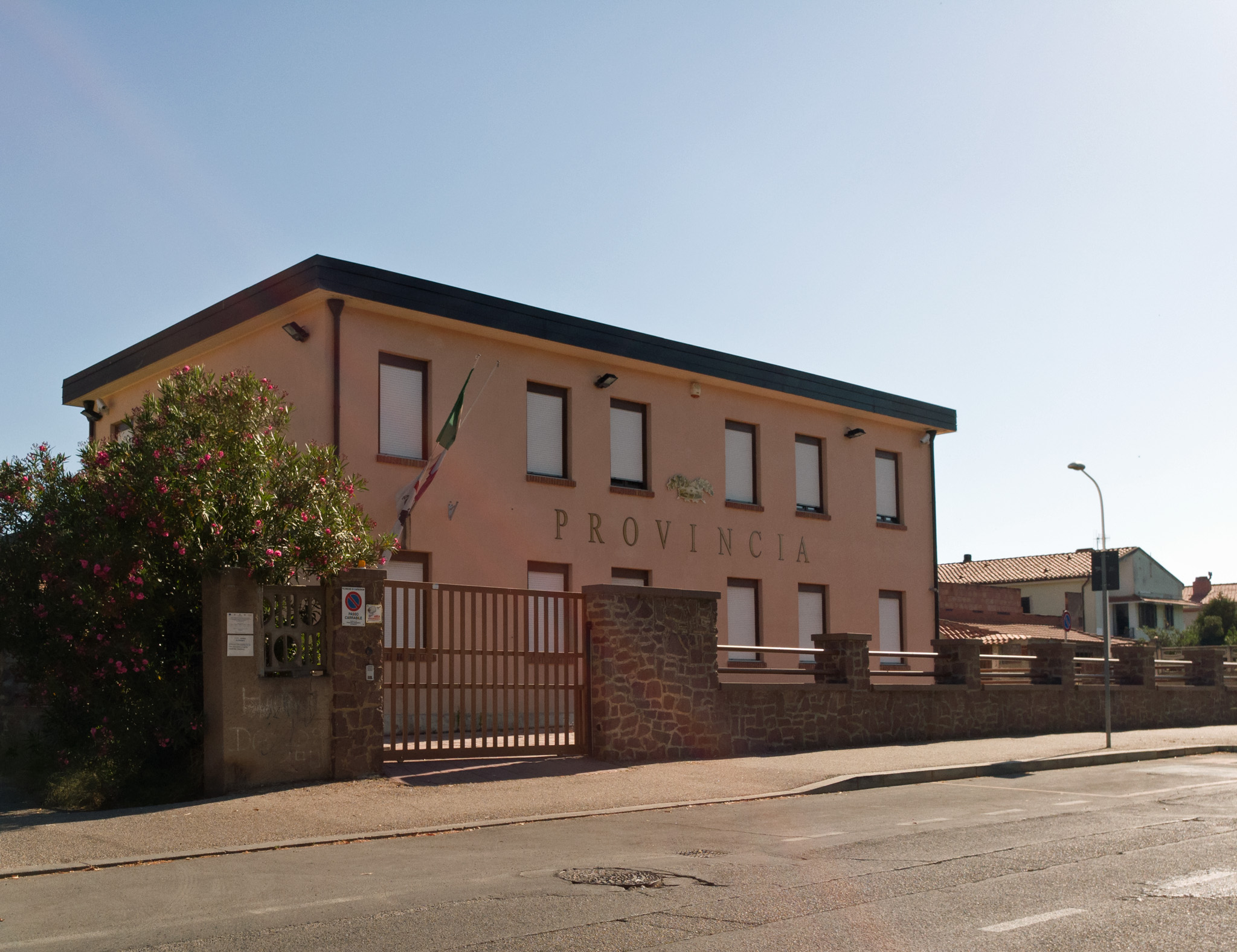
Siège de la Province de Sardaigne du Sud à Carbonia.

La province est administrée par un commissaire extraordinaire nommé par le gouvernement régional de Sardaigne.
- Giorgio Sanna du 4 février 2016 au 1er janvier 2018
- Mario Mossa à partir du 1er janvier 2018.

## Agriculture
L'élevage ovin représente aussi une part importante de l'économie via la transformation du lait en fromages. Il a recours comme dans d'autres régions sardes à la transhumance en Sardaigne, qui fait depuis le XXIe siècle l'objet de circuits de randonnée en Sardaigne.

## Tourisme
La Sardaigne du Sud offre de nombreux sites touristiques, et un cadre plus sauvage et familial qu'au Nord de l'île. 
On note principalement : 
- des plages et stations balnéaires : Porto Pino, Villasimius, Piscinas ;
- des grottes : Is Canonneris.